# Serge Girard (auteur)
Pour les articles homonymes, voir Girard.
 (janvier 2021).
Serge Girard, né à Saint-Fulgence (municipalité du Québec) le 5 janvier 1949 et mort à Jonquière (arrondissement urbain de la ville de Saguenay) le 9 juin 2020, est un écrivain, pédagogue et médium québécois.

## Biographie

### Une carrière d'enseignant
Après des études universitaires en orthopédagogie à l’Université du Québec à Chicoutimi, il devient enseignant (essentiellement au CÉGEP de Jonquière) où il exerce en tant que responsable de la coordination départementale en technique d’éducation spécialisée. Son champ d’action touche essentiellement l’approche d’autonomie, d’accompagnement et de troisième âge. Dans l’exercice de ses missions éducatives, il coécrit plusieurs cahiers à visée pédagogique.

### Expériences de médiumnité
Dès son plus jeune âge, Serge Girard vit des phénomènes de médiumnité. À 9 ans, il dessine à l’école un cercueil entouré de fleurs et découvre la semaine suivante qu’il venait de représenter sans le savoir les funérailles de sa tante tout juste décédée. Toujours à la période de l’enfance, il voit des choses que d’autres ne perçoivent pas comme des objets qui apparaissent et disparaissent subitement. Il perçoit aussi la présence des Esprits.

### Le développement d'une médiumnité pratique
Au tout début de ses recherches, Serge Girard passe une entente avec sa sœur Denise. Selon l’accord qui fut passé, le premier à décéder devait faire signe à l’autre une fois rendu de l’autre côté (étant entendu dans l’au-delà). Lorsqu’en 1981 sa sœur décède des suites d’une longue maladie, celle-ci tient sa promesse et se manifeste à lui à plusieurs reprises. Il s'ensuit que ces manifestations « d’outre-tombe » incitent le médium à faire des recherches plus poussées. C'est ainsi qu'à partir du décès de sa sœur en 1981, il commence à établir un contact soutenu avec le monde des morts tout en développant sa médiumnité. Désireux de faire partager le fruit de ses recherches spirituelles, il publie huit livres de son vivant.

### Son œuvre écrite
Accompagné par son Esprit-Guide qui le soutient généreusement dans son travail et qui le met en relation avec d’autres entités lumineuses (ceux-là mêmes que Serge Girard appellera plus tard « son équipe de l’au-delà »), il interroge le monde spirituel sur les grandes thématiques philosophiques, métaphysiques et spirituelles qui questionnent l’humanité depuis l’Antiquité.
Les enseignements contenus dans les écrits de Serge Girard s’inscrivent dans le prolongement de la philosophie spirite telle que codifiée par le pédagogue français Allan Kardec au milieu du XIXe siècle. Ainsi, les Esprits enseignent à Serge Girard que le but de la vie sur terre est d’atteindre des objectifs de progression spirituelle afin de permettre à l’humain de se rapprocher progressivement de Dieu par le biais de la Réincarnation.

### L'assistance fraternelle
Comme le firent plusieurs de ses homologues contemporains (dont Edgar Cayce, Francisco Cándido Xavier, Divaldo Pereira Franco, Raul Teixeira…) Serge Girard a œuvré toute sa vie pour soulager la souffrance humaine. Son travail d’assistance fraternelle s’est illustré dans de multiples domaines : prière, désobsession, aide aux esprits souffrants, résolution de cas de hantise, travail de guérison, orientation spirituelle, etc.
Dans le monde francophone, plusieurs milliers de personnes ont pu bénéficier de l’assistance fraternelle et médiumnique qu’il offrit généreusement sans rien attendre en retour aussi bien dans la deuxième moitié du XXe siècle qu'au début du XXIe siècle. Au départ, Serge Girard recevait les personnes qui venaient le consulter directement chez lui, mais vers la fin de sa vie, il dut se résoudre à ne consulter que téléphoniquement, par courrier ou directement dans l’astral de lumière afin de préserver son équilibre familial sur le plan d’incarnation terrestre.

## Quelques thèmes

### Le plan de vie
Serge Girard explique que la vie terrestre telle que nous la connaissons n’est pas laissée au ballotement du hasard. Une planification divine précise est prévue pour chaque Esprit qui s’apprête à réincarner. Celle-ci prend en compte les particularités de chacun, son histoire intime et les objectifs à atteindre durant toute la durée du passage terrestre. Ainsi, les évènements majeurs que nous sommes amenés à rencontrer sont prévus initialement dans le plan. Les plans de vie visent essentiellement l’atteinte d’objectifs intellectuels et moraux dans une dynamique constante de progression spirituelle. Pour aboutir, le plan de vie doit être approuvé par Dieu Lui-même qui en vérifie la pertinence et c’est à l’Ange gardien de veiller à ce qu’il s’exécute conformément à l’autorisation divine. Toujours selon le médium, cette planification concerne aussi bien les personnes (plan de vie individuel) que les peuples (planification collective).

### L’Ange gardien
Serge Girard enseigne qu’un Ange gardien ou « Esprit-guide » est toujours présent à nos côtés. Sa mission est de nous guider sur terre afin que nous fassions les meilleurs choix pour notre évolution. Pour mener à bien cette tâche exigeante, il peut compter sur ses solides acquis évolutifs (au stade où il se trouve, il est déjà un Esprit lumineux) et sur sa parfaite connaissance du plan de vie de l’incarné qu’il va suivre durant tout son pèlerinage terrestre. Le niveau d’évolution de l’Ange gardien est toujours supérieur à celui de son protégé. Sa responsabilité est de s’assurer de la bonne exécution du plan de vie tel que Dieu L’a autorisé. La noble mission d’Ange gardien n’est accordée qu’aux Esprits ayant déjà atteint un certain niveau d’évolution spirituelle. Comme le précise le médium, ce sont des Esprits moralement avancés dont l’amour se traduit toujours par un dévouement sans faille.

### L'au-delà
L’au-delà désigne le monde des Esprits ou la dimension spirituelle (par opposition au monde « des vivants » ou la dimension matérielle). Il s’agit de l’habitat naturel des Esprits que nous retrouvons après chaque mort corporelle. L’au-delà est constitué essentiellement de pseudo-matière (genre de matière subtile que les Esprits désincarnés désignent comme une énergie cosmique). En conséquence, la dimension d’outre-tombe que l’on désigne sous le terme « d’au-delà » correspond à un monde de vibrations subtiles qui s’adapte à ce que nous sommes. Le médium précise que selon la vie que l’on a menée sur terre, l’arrivée dans l’au-delà et ce qui va s’ensuivre sera plus ou moins agréable.

### La loi de progression spirituelle
À ses débuts, l’enveloppe spirituelle (périsprit) de l’homme primitif est dense et lourde. C’est au moyen des réincarnations successives que l’Esprit va épurer progressivement son périsprit en éliminant ses mauvaises tendances, en corrigeant ses défauts tout en cultivant la sagesse et l’amour sous toutes ses formes. Chaque victoire sur ses passions lui est définitivement acquise (loi des acquis éternels). À mesure qu’il avance en tant qu’Esprit immortel - c’est-à-dire délié des illusions de la matière et conscient du chemin à suivre - ses choix moraux deviennent plus éclairés, son périsprit s’allège et son aura est de plus en plus brillante. Alors, viens le temps où la souffrance n’est plus nécessaire car l’Esprit « spiritualisé » fait majoritairement de bons choix pour lui-même et pour les autres. Les incarnations dans les mondes inférieurs comme la terre (planète d’épreuves et d’expiations) ne sont plus utiles et son cheminement s’en trouve grandement facilité. L’Esprit goûte enfin à la félicité spirituelle qui lui permettra à terme de rejoindre Dieu dans Ses hautes vibrations.

### La réincarnation
Serge Girard expose que la Réincarnation fait son chemin lorsque le gros bon sens finit par nous faire admettre qu’une seule vie ne peut sceller notre sort pour l’éternité. La disproportion étant incompatible avec l’idée d’un Dieu infiniment juste. L’explication du principe de la Réincarnation donnée par les Esprits au médium québécois éclaire le plan divin qui ne vise qu’un seul but : la progression spirituelle de l’homme. C’est toujours le même principe de la Réincarnation qui permet de comprendre les inégalités intellectuelles, morales et contextuelles entre les individus puisque tous les Esprits qui réincarnent ne sont pas au même niveau d’évolution, n’ont pas les mêmes objectifs à atteindre et ne prennent pas les mêmes moyens pour parvenir au but. Certains reviennent sur terre avec de solides acquis évolutifs alors que d’autres végètent et stagnent en raison du trop peu d’efforts fournis pour se grandir. D’une manière générale, les Esprits les plus anciens aident les plus jeunes à progresser. Chaque incarnation vise un but à centration unique (croissance intellectuelle ou croissance morale) et chacun est dans les conditions qui lui conviennent suivant les buts de l’incarnation qui ont été déterminés. Avant chaque incarnation, l’Esprit doit suivre une préparation dans l’au-delà. Puis, lorsque l’incarnation s’achève (après la mort physique), l’Esprit réalise un bilan de vie pour évaluer ses nouveaux acquis et se fixer de nouveaux objectifs à atteindre dans la perspective de se rapprocher toujours plus de Dieu, son Créateur.

### Le suicide
L’évitement du suicide par la connaissance des lois spirituelles qui régissent la vie des « incarnés » est l’un des thèmes centraux de l’œuvre écrite de Serge Girard. Le médium qui a consacré un livre sur le sujet explique que le suicide est un mauvais choix qui place le suicidé dans une situation difficile une fois rendu de l’autre côté. Il s’agit d’un acte d’autodestruction qui fait souffrir l’entourage direct du suicidé (parents et amis) en plus d’entrainer son auteur dans un processus de réparation obligatoire. Contrairement à la croyance entretenue par les ignorants du spirituel pour qui le défunt après s’être suicidé ne souffre plus, le suicide est un geste inutile qui place celui qui s’y hasarde dans une situation délicate et complexe. Tous les aspects des problèmes qui l’ont poussé au suicide lui reviennent à l’esprit. Loin d’en être libéré, le suicidé voit en plus, toutes les graves conséquences que son geste a provoquées et qu’il devra assumer. Comme le souligne le médium, les lois divines sont immuables et éternelles. Elles ne sont pas là pour nous punir, mais pour nous inviter à prendre les bonnes décisions. Il en est de même pour celles qui régissent le suicide et se suicider, c’est rejeter à la face de Dieu le don qu’il nous a consenti pour avancer vers Lui. Dans sa miséricorde infinie, Il nous pardonne, mais cela n’enlève jamais l’obligation de réparer le mal qui a été fait à soi-même (en interrompant prématurément sa vie terrestre) et aux autres (le suicide plonge le plus souvent l’entourage dans la douleur, la tristesse et l’incompréhension).

### La transition planétaire
Les Esprits de l’au-delà ont rapporté au médium que la Terre se trouvait actuellement en instance de régénération fluidique. Dans son dernier livre Lorsque nous vivrons d’Amour – Une nouvelle ère se prépare pour nous et la Terre, Serge Girard donne des explications et des détails déterminants sur le devenir de l’humanité et de la Terre. Malgré les apparences, nous serions à l’aube d’une nouvelle ère de 1000 ans de paix et d’amour à l’instar de ce qui est décrit dans le livre de l’Apocalypse de Jean. Pour y parvenir, des conditions de réalisation précises doivent être réunies de même que différents scénarios sont possibles (impliquant des bouleversements profonds). Serge Girard explique que c’est à chaque humain de faire les efforts de rénovation intérieure qu’il jugera utile afin d’accompagner le processus de transition au mieux et de faire en sorte que les pires scénarios puissent être évités.

## Les livres de l'auteur

### Écrits spirituels et médiumniques
- Messages de l’au-delà, Éditions JCL, 1990  (ISBN 2 894 314 353 et 978-2894314357)
- Quand l’au-delà se manifeste, Éditions JCL, 1993  (ISBN 2 894 314 396 et 978-2894314395)
- L’au-delà à l’écoute de nos prières, Éditions JCL, 1997  (ISBN 2 894 311 605 et 978-2894311608)
- Au cœur de la prière, Éditions JCL, 1997  (ISBN 2 894 311 753 et 978-2894311752)
- Au-delà du suicide, Éditions JCL, 2001  (ISBN 2 894 312 504 et 9 782 894 312 506)
- La Lumière de l’ombre, Éditions JCL, 2010  (ISBN 2 894 314 256 et 978-2894314258)
- L’au-delà à notre écoute, Éditions JCL, 2011 (version révisée de L’Au-delà à l’écoute de nos prières)  (ISBN 2 894 314 477 et 978-2894314470)
- Lorsque nous vivrons d’Amour, Éditions Le Dauphin Blanc, 2019  (ISBN 2 897 881 755 et 978-2897881757)

### Documentation pédagogique
- Intégridées : A [— C] Éditeur Entreprises culturelles, 1983  (ISBN 2 761 401 514 et 9 782 761 401 517)
- Drôles de problèmes. Guide méthodologique : Éditeur Entreprises culturelles, 1983  (ISBN 2 761 401 565 et 9 782 761 401 562)
- Drôles de problèmes : cahier 3 [guide méthodologique-corrigé] Éditeur Entreprises culturelles, 1988  (ISBN 2 761 402 502 et 9 782 761   402 507)
- Drôles de problèmes : cahier 5 Éditeur Modulo, 1990  (ISBN 2 891 132 483 et 9 782 891 132 480)
- Drôles de problèmes. [Guide méthodologique-corrigé] : cahier 1[-6] Éditeur Modulo, 1992  (ISBN 2 891 132 416 et 9 782 891 132 411)

## Hommages
- Annie Faivre se dit inspirée par les écrits de Serge Girard[1]
- François Vincent se confie dans Efforts de vie et dans Lorsque mes défunts se manifestent au sujet des échanges oniriques et astraux qu'il entretient avec le médium[2]

### Articles de presse et webographie
- iClic (www.iclic.com), « Serge Girard fait parler l'au-delà | Saguenay-Lac-St-Jean - Néomedia », sur Saguenay-Lac-Saint-Jean (consulté le 7 janvier 2021)
- « Serge Girard publie « La lumière de l'ombre « », sur Le Quotidien, 3 mars 2010 (consulté le 7 janvier 2021)
- Pierre O. Nadeau, « Passionné par les morts », sur Le Journal de Québec (consulté le 7 janvier 2021)
- Louise Bourbonnais, « La sérénité à notre porte », sur Le Journal de Montréal (consulté le 7 janvier 2021)
- « Serge Girard (auteur de Messages de l'au-delà) », sur Babelio (consulté le 10 janvier 2021)
- « Serge Girard - médium », sur lepaysdapres.eklablog.fr (consulté le 10 janvier 2021)
- « Centre Spirite Lyonnais Allan Kardec - Serge Girard », sur www.cslak.fr (consulté le 10 janvier 2021)
- « Serge Girard », sur data.bnf.fr (consulté le 10 janvier 2021)
- « Serge Girard », sur Portail du réseau collégial (consulté le 10 janvier 2021)

### Interviews télévisées
- « Contact apres la MORT - YouTube », sur www.youtube.com (consulté le 10 janvier 2021)
- (en-US) Introcrate, « l'au delà a notre écoute, Serge Girard - 1 de 2 - video Dailymotion », sur Dailymotion (consulté le 10 janvier 2021)
- (en-US) Introcrate, « l'au delà a notre écoute, Serge Girard - 2 de 2 - video Dailymotion », sur Dailymotion (consulté le 10 janvier 2021)
- (en-US) Introcrate, « l'Après vie et l'au delà, Serge Girard - 1 de 3 - video Dailymotion », sur Dailymotion (consulté le 10 janvier 2021)
- (en-US) Introcrate, « l'Après vie et l'au delà, Serge Girard - 2 de 3 - video Dailymotion », sur Dailymotion (consulté le 10 janvier 2021)
- (en-US) Introcrate, « l'Après vie et l'au delà, Serge Girard - 3 de 3 - video Dailymotion », sur Dailymotion (consulté le 10 janvier 2021)
- « Serge Girard auteur et médium "Lorsque nous vivrons d'Amour" - YouTube », sur www.youtube.com (consulté le 10 janvier 2021)